# یواس‌اس اسپیناکس (اس‌اس-۴۸۹)
یواس‌اس اسپیناکس (اس‌اس-۴۸۹) (به انگلیسی: USS Spinax (SS-489)) یک زیردریایی بود که طول آن ۳۱۱ فوت ۸ اینچ (۹۵٫۰۰ متر) بود. این زیردریایی در سال ۱۹۴۵ ساخته شد.